# Keith Sanderson
Keith Sanderson (Plymouth, 2 febbraio 1975) è un tiratore a segno statunitense, ha rappresentato gli Stati Uniti d'America ai Giochi olimpici di Rio de Janeiro 2016.

## Palmarès
- Giochi panamericani

Rio de Janeiro 2007: argento nella pistola 25 m automatica